# Alberto Jorge
Alberto Jorge Mendes Guedes da Piedade (ur. 12 marca 1952 w Porto) – portugalski muzyk, kontrabasista jazzowy. Muzyk z dziada pradziada reprezentuje 4 pokolenie muzyków w rodzinie. Nauczyciel gry na kontrabasie i dyrektor szkolnych zespołów jazzowych w mieście Porto. Ma za sobą okres pracy w orkiestrze symfonicznej RDP (muzyka poważna), gdzie pracował do momentu rozwiązania tego zespołu w 1989 roku. Założył kilka tercetów i kwartetów jazzowych. Był basistą kilku big bandów. Oprócz kontrabasu używa także gitary basowej.